# Peterman-Gletscher
Der Peterman-Gletscher ist ein 8 km langer Gletscher im ostantarktischen Viktorialand. In der Saxby Range der Victory Mountains fließt er in westlicher Richtung zum Tucker-Gletscher.
Das Advisory Committee on Antarctic Names benannte ihn 2018 nach Kenneth Peterman von der National Geospatial-Intelligence Agency.